# リズメディア
株式会社リズメディア（Rhythmedia Inc.）は、日本の芸能事務所である。

## 概要
1996年に、日本発のエンターテインメントの確立を目指し現社長である谷川寛人が設立。社名のリズメディアは「Rhythm + Media」の造語である。
サッカーJ1の湘南ベルマーレに出資もしており、谷川寛人がベルマーレの常務取締役も務めていたこともある。
音楽活動の傍ら、社会貢献活動にも熱心に取り組む。2005年には世界規模の貧困撲滅キャンペーンにも積極的にかかわる。2008年からアフリカの子ども支援プロジェクトをスタート、ケニアやマラウイ、マリ、南アフリカの子どもの支援を行った。音楽とアートが持つメッセージパワーを活かし、世界をよりよくデザインするため、2010年に設立された一般財団法人mudefに、社長の谷川寛人が就任。

## 所属者

### ミュージシャン
- MISIA（シンガー）
- Little Black Dress（シンガーソングライター/ギタリスト）
- TIGER（シンガー/プロデューサー）

### 俳優
- 小出恵介
- 和内璃乃
- 大崎凛
- 谷田ラナ
- 種村ひなた

## 関連団体
- 東京レコード（レーベル）
- リズメディアミュージック（原版出版管理などを担う）
- 一般財団法人mudef
- MCML合同会社